# Vermes (Val Terbi)
Vermes (toponimo francese; in tedesco Pferdmund, desueto) è una frazione di 509 abitanti del comune svizzero di Val Terbi, nel Canton Giura (distretto di Delémont).

## Storia

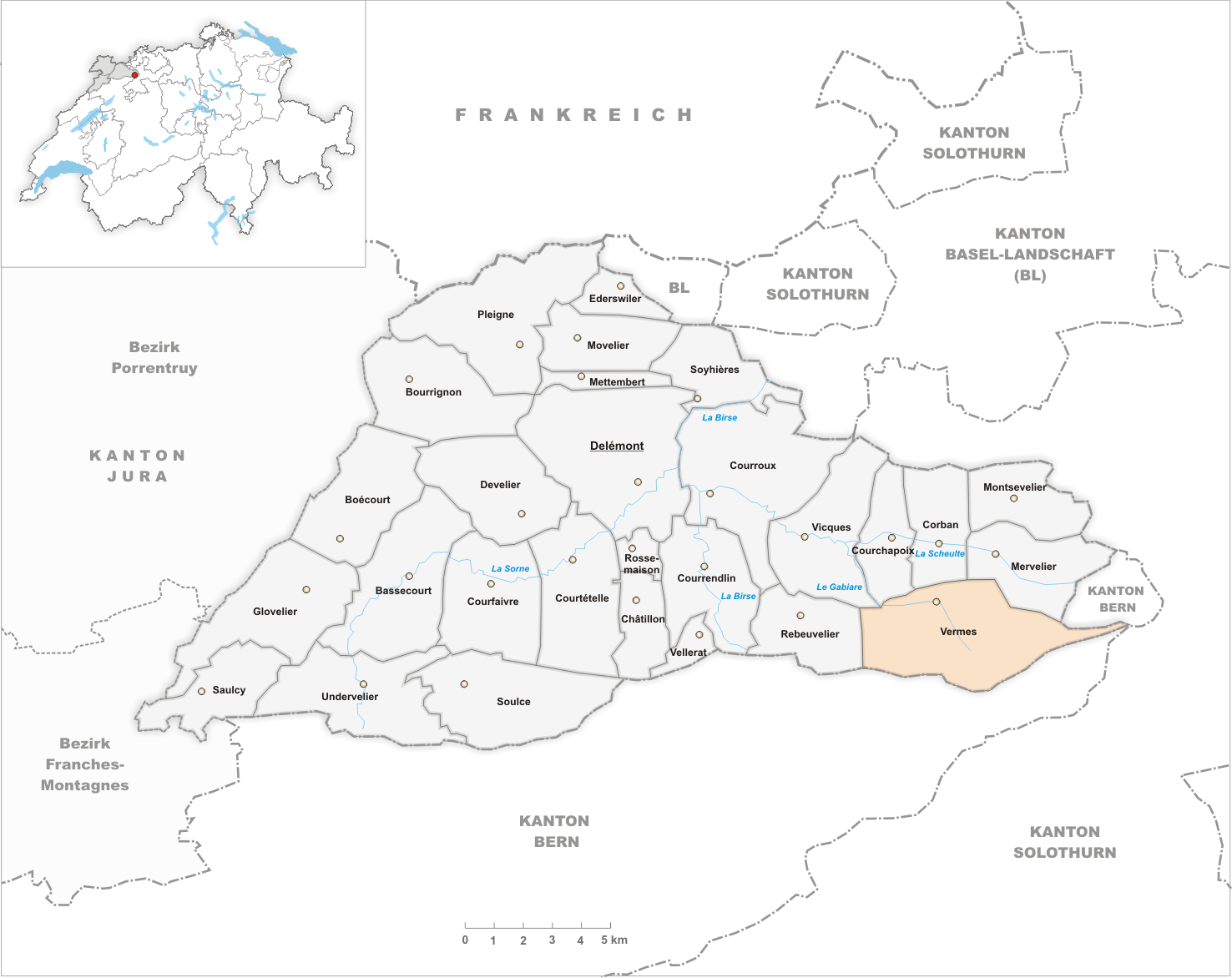
Il territorio del comune di Vermes prima degli accorpamenti comunali del 2013

Già comune autonomo che si estendeva per 18,32 km² e che comprendeva anche la frazione di Envelier, il 1º gennaio 2013 è stato accorpato agli altri comuni soppressi di Montsevelier e Vicques per formare il nuovo comune di Val Terbi.

## Monumenti e luoghi d'interesse

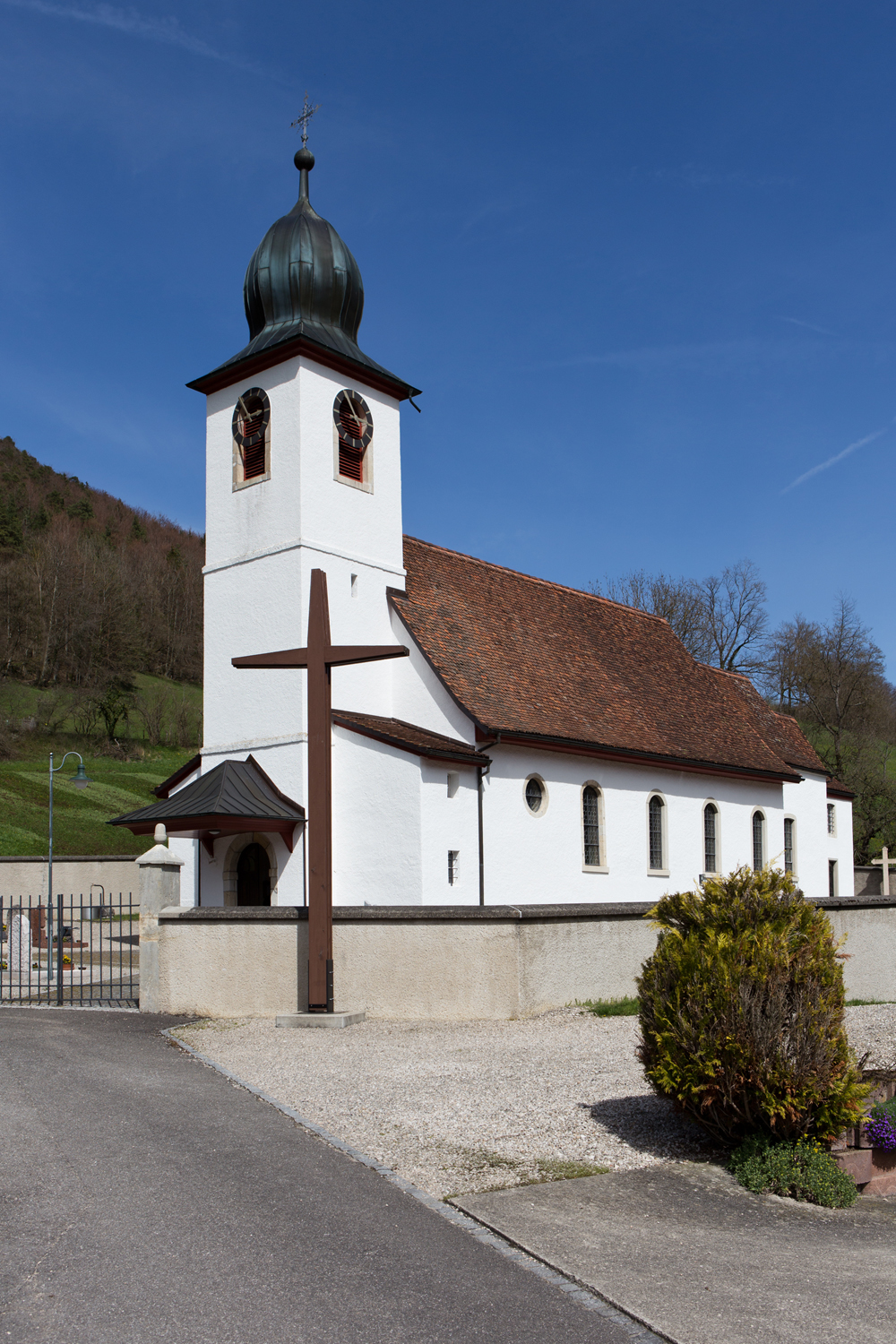
La chiesa dei Santi Pietro e Paolo

- Chiesa cattolica dei Santi Pietro e Paolo, eretta nel Basso Medioevo[1].

## Società

### Evoluzione demografica
L'evoluzione demografica è riportata nella seguente tabella:
Abitanti censiti

## Amministrazione
Dal 1853 comune politico e comune patriziale erano uniti nella forma del commune mixte.